# Мій коханий демон
«Мій коханий демон» (кор. 마이 데몬) — південнокорейський потоковий телевізійний серіал із Кім Ю Чон, Сон Кан, Лі Сан І та Кім Хе Сук. Прем'єра відбулася на SBS TV 24 листопада 2023 року та виходить щоп'ятниці та щосуботи о 22:00. Він доступний на Netflix у вибраних регіонах.

## Сюжет
Як зустріти того, хто зовні схожий на людину, але насправді всередині це абсолютно інша сутність? Щоразу бачити перед собою маску, за якою ховається щось містичне та таємне, приховане від чужих очей? То То Хі — головна героїня цієї історії, у якій її світогляд змінюється після однієї випадкової зустрічі. Вона гарна дівчина і живе в багатій родині. До всього іншого, То То Хі, володіючи ангельською зовнішністю, не володіє ввічливими манерами спілкування. Поганий характер для одних та Сильна Жінка для інших. ЇЇ характеризуть як інтроверта, яка і спостерігач, і суддя, і мислитель, яка немає ніякої емпатії до оточуючих. 
Чон Ку Вон зовні — особа з чудовою зовнішністю, а всередині ховається демон. Він той, хто має неймовірну силу, перевершуючи багатьох людей, навіть найвпливовіших у звичайному світі. Але одного разу після зустрічі із головною Героїнею серіалу, він втрачає свою перевагу і стає дуже слабким демоном. 
Тим часом, у спадкоємиці одного з чеболів, тобто То То Хі, з'являється безліч ворогів, які мають намір здобути владу. Тепер небезпека загрожує дівчині, і безпечних місць стає дедалі менше. 
Маючи намір повернути свої сили, Чон Ку Вон ближче знайомиться з То То Хі І обставини складаються так, що їм доводиться жити під одним дахом. Тільки ці двоє абсолютно різні особистості, які хочуть досягти кожен своєї мети, тому вони об'єднуються у своїх кроках до виконнання цих цілей.То То Хі вірить, що демон здатний допомогти їй позбавитися всіх недоброзичливців. У той час, як сам Чон Ку Вон знову хоче знайти свої сили демона, без яких він не є самим собою.
До чого приведе спільне та тривале проведення часу разом? Їхні стосунки почнуть розвиватися, а романтика почне витати в повітрі. Героям доведеться зіткнутися з багатьма речами і в процесі головних героїв наздоженуть незнайомі обом почуття.

## Акторський склад

### Головні ролі
- Кім Ю Чон — в ролі То То Хі, генеральної директорки компанії Mirae F&B. Після трагічної втрати батьків у віці 11 років її усиновила Чу Чон Сук, керівниця Mirae Group. Кім Гю Бін виконує роль молодої То То Хі[2].
- Сон Кан — в ролі Чон Ку Вона, 200-річного демона, який спокушає вразливих людей[2].
- Лі Сан І — в ролі Чу Сок Хуна, племінника Чу Чон Сук та генерального директора Mirae Investment, що є частиною Mirae Group[3].
- Кім Хе Сук — в ролі Чу Чон Сук, засновниці та очільниці Mirae Group[4].

## Виробництво

### Кастинг
18 січня 2023 року повідомлялося, що Кім Ю Чон і Сон Кан розглядали пропозиції знятися в драмі.
У квітні 2023 року була опублікована інформація про те, що актор Лі Сан І підтвердив свою участь у новій драмі і готується до початку зйомок.

### Зйомки
12 квітня 2023 року відбулося перше ознайомлення зі сценарієм.